# Quintette no 15 « de la Balle »
Le Quintette no 15 « de la Balle » ou « accident de chasse » est un quintette pour deux violons, alto, violoncelle et contrebasse de George Onslow. Composé en 1830 à la suite d'un accident de chasse au sanglier où le compositeur faillit perdre la vie.

## Analyse de l'œuvre
Le quintette comprend quatre mouvements :
1. Allegro (en ut mineur, à ) : Fanfare qui introduit la partie de chasse
2. Menuetto (en ut mineur, à 
) : Mouvement intitulé douleur qui retrace le drame, d'abord le coup de feu symbolisé par un accord de septième diminuée fortissimo. Un motif chromatique grinçant évoque la blessure, des accords en mouvements chromatiques descendants représentent la douleur physique. Trio où des modulations rapides incarnent le délire et le chromatisme la fièvre.
3. Andante sostenuto intitulé convalescence (en mi bémol majeur, à 
).
4. Finale (en ut majeur, à 
) : La guérison combine recueillement et joie exubérante.

La durée d'exécution est de vingt six minutes.